# I Sang-hjok
I Sang-hjok (korejsky 이상혁, anglický přepis: Lee Sang-hyeok; * 7. května 1996 Soul), známý jako Faker, je jihokorejský profesionální hráč videohry League of Legends společnosti RiotGames, považovaný za nejlepšího hráče v historii profesionálního hraní LoL. Za svou kariéru vyhrál pětkrát (v letech 2013, 2015, 2016, 2023 a 2024) Mistrovství světa v League of Legends, stal se držitelem sedmi skinů v League of Legends (další dva za vítězství v roce 2024 a ocenění MVP ve finále světového šampionátu obdrží v roce 2025), dvakrát vyhrál turnaj MSI a desetkrát zvítězil v domácí jihokorejské extralize LCK. Jedná se o prvního Jihokorejce, který zvítězil na turnaji mezinárodní úrovně a zároveň člověka, který více než jednou vyhrál Světový šampionát. Drží rekord v počtu zabití nepřátelských hráčů (více než 3377) a rekord v počtu zabitých poskoků (odhadem zabito přes 290 000). Světovými médii je opakovaně zařazován na číslo Jedna v žebříčcích hráčů - i přesto, že již v domácí lize, ani na mezinárodních turnajích není tak dominantní.
V široké veřejnosti a komunitě League of Legends je jméno Faker synonymem pro Úspěch a v době jeho největších úspěchů byl novinovými portály typu Esport News nazýván taky "The Unkillable Demon King" (Nezabitelný král démonů).

## Životopis
Sang-hjok se narodil 7. května 1996 v Soulu. On i jeho bratr byli vychováváni prarodiči a otcem kvůli interním problémům v rodině. Od dětství byl silným Introvertem, ale taky velice inteligentním dítětem - miloval skládačky a puzzle, které se snažil řešit co nejrychleji a nejefektivněji. Okolo desátého roku života se svým bratrem objevili taky videohry - především se nadchnuli pro strategie jako Warcraft nebo v Jižní Koreji mnohem populárnější StarCraft - který měl už v té době velmi váženou a slavnou esportovou ligu.
Sang-hjok u StarCraftu zůstal až do doby, kdy viděl výrazný pokles v popularitě tohoto herního titulu a tak dal šanci nové, ze Západu přicházející hře od společnosti RiotGames - tehdy ještě známé jako League of Legends: Clash of Fates.
Kvůli tomu, aby získal co možná největší dopad na hru, rozhodl se hrát na Středové lince (Midlane), kde se stal obávaným hráčem na šampionech typu Azir, Zed, Nidalee, Ahri, nebo LeBlanc. Na svou dobu se také projevil jako nesmírně mechanicky nadaný hráč a experimentoval v různých oblastech hry, čímž objevil některé tajné strategie, které do té doby byly většině hráčům neznámé. Pod přezdívkou "hide on bush" (ukrytý v křoví) tehdy dosáhl Challenger (Vyzyvatelské) divize v tehdejším Hodnoceném žebříčku.
V roce 2013 ukončil studium na střední škole, aby se mohl naplno věnovat videohře League of Legends na profesionální úrovni - ke kariéře Profesionálního hráče ho dostala láska k esportu, ale taky zklamání po prohře Korejců ve finále Mistrovství světa 2012, kde jihokorejský tým Azubu Frost prohrál proti tchajwanskému týmu Taipei Assassins.

## Herní kariéra

### Sezóna 3
V roce 2013 se známá organizace SK Telecom rozhodla postavit do LCK ligy druhý tým, který měl fungovat jako sesterský tým jejich hlavní pětici, známé jako SK Telecom T1 S. Tento nový tým byl složen z méně známých hráčů, kteří právě skončili NaJin Akademii. Týmu však chyběl Midlaner a nikdo z akademie NaJin organizaci SK Telecom nevyhovoval svými výsledky. Na poslední chvíli byl proto v Korejském SoloQ žebříčku vybrán I sang-hjok, který byl do té doby naprosto neznámý a neměl za sebou ani výcvik v akademických týmech. Pod přezdívkou Faker tehdy s novým týmem nastoupil na začátku splitu proti hvězdnému týmu MiG Blaze, ve kterém proti němu na Midlane hrál hráč Kang Chan-yong (známý jako Ambition). Faker díky svým mechanickým schopnostem dotáhl tým k vítězství v Jarní části splitu, později také v Letní části a kvalifikoval se na Mistrovství světa v League of Legends v roce 2013.
Na šampionátu se setkali s hvězdnými týmy z jiných regionů - týmy Fnatic, Moscow5, ale především čínským reprezentantům RoyalClub. S těmi se setkali ve finále, kde Faker znovu svůj tým dotáhl k vítězství a stal se prvním Korejcem, který vyhrál Světový šampionát - tím započal éru panování Korejského regionu na světové stage, která trvala až do roku 2018.
Faker od společnosti RiotGames získává krom Vyvolávačova poháru taky skin na svého oblíbeného šampiona Zeda.

### Sezóna 4
Faker a SK Telecom T1 se vzpamatovávají z odchodu dvou členů jejich bývalého týmu. Kvůli problémům ve vnitřní komunikaci týmu jsou výsledky sice dobré, ale nestačí na účast na Světovém šampionátu čtvrté sezóny. Korejský region a LCK ligu jedou reprezentovat dva sesterské týmy Samsung Blue a Samsung White spolu s třetím reprezentantem - Najin WhiteShield. Mistrovství světa nakonec Korejci znovu vyhrávají - s týmem Samsung White.

### Sezóna 5
RiotGames vyhlašují nové pravidlo, které zahýbe ligami ve všech regionech - zákaz organizacím, aby v hlavní lize měli více, než jeden tým. Sesterské týmy SKT T1 K a SKT T1 S se tak spojují a Faker je vybrán znovu jako hlavní midlaner. Do jeho týmu přichází Bae "Bang" Jun-sik, Lee "Wolf" Jae-van a Jang "MaRin" Gyeong-hwan.
Tento nově vzniklý tým, pojmenovaný už pouze SK Telecom T1 dominuje celé lize a přijíždí na Mistrovství světa jako obávaný soupeř a kandidát na vítězství. Tým se probojuje celým turnajem bez jediné prohry až do finále - proti druhému korejskému týmu Koo Tigers. V něm dojde k jejich jediné porážce na Worlds 2015, SKT T1 však přesto vyhrají sérii a stávají se jediným týmem světa, který vyhrál Mistrovství světa v League of Legends více, než jednou za život. Faker získává skin na Ryzeho.

### Sezóna 6
SKT T1 se umístili 3. v 2016 Summer League of Legends Champions Korea. Byli kvalifikovaní do 2016 League of Legends World Championship. Tento světový šampionát přijíždí jako horký kandidát druhý korejský tým - ROX Tigers (vzniklý z popela bývalých Koo Tigers). Faker se proti nim utká v semifinále, kde se odehraje pravděpodobně nejslavnější a nejlepší série v historii kompetitivního League of Legends. ROX vs SKT sledují miliony lidí, série je napjatá a ROX zprvu vítězí díky neobvyklé strategii Ashe ADC, Miss Fortune Support. Nakonec však SKT vítězí a potřetí se dostávají do finále. V něm se setkávají s posledním korejským týmem - Samsung Galaxy. Odehraje se další vyrovnaná série, ze které však SKT vzejdou jako vítězové a stávají se tak trojnásobnými vítězi Světového šampionátu. Faker získává skin na Syndru a ocenění MVP za jeho výsledky na světové stage.

### Sezóna 7
Tým opouští bývalý jungler Bengi a toplaner Duke. Přichází jim na pomoc vysmáté duo Heo "Huni" Seung-hoon a Han "Peanut" Wang-ho. Tým je poměrně úspěšný, jsou však vidět nedostatky v jejich týmovém pojetí hry. Faker se snaží hrát jako kapitán týmu, tým se dostává na Mistrovství světa, kde však zažívá krušné série, obzvláště proti Evropským Misfits. Faker však dotáhne tým až do finále, kde na ně čekají znovu Samsung Galaxy. Tentokrát jde série výrazně ve prospěch Samsungu a ve třetí, rozhodující hře poráží giganta SKT T1. Faker je po této porážce zničen a pláče přímo na stage u svého počítače.

### Sezóna 8
Tým SKT T1 se po zdrcující prohře v sezóně 7 rozhodl trénovat a nakonec se neobjevil ani na Worlds 2018. Brzy po konci Mistrovství se tým přeskládá a přicházejí zcela noví spoluhráči pro Fakera na midlane - na topu se usadí korejský toplaner Khan, jungle se stane domovem Clida, botlane obsadí nové duo - Teddy a Effort.

### Sezóna 9
Tým se v rukou nového coache Zefy, který vystřídal kkOmu dostává opět na vrchol - účastní se Mistrovství světa v roce 2019 a při oslavách 10. výročí League of Legends se dostávají do semifinále, kde naráží na evropský hvězdný tým G2 esports. Ten ukáže, jak velký je momentálně rozdíl mezi Koreou a Evropou a Faker s SKT T1 jsou poraženi a vyřazeni z turnaje. Turnaj nakonec ukáže, že regionem, který začne vládnout nebude ani Korea, ani Evropa, ale Čína - vítězí tým FunPlus Phoenix.

### Sezóna 10
Tým je po řadě neúspěchů znovu přeskládán a do týmu přichází na pozici TOP a JUNGLE hráči Canna a Cuzz. Tým je svěřen coachovi Kimovi, který má zkušenosti s čínskými týmy a rozhodne se je trénovat velmi zvláštním způsobem a podivnými strategiemi. Faker se nechává slyšet, že mu již na vítězství nezáleží, že T1 jsou jeho domovem a hraje proto, že si organizace a týmu váží. Funguje jako kapitán a veterán a budí v očích nových spoluhráčů velký respekt. Kimovo vedení se však nedaří, nezvládá tým dostat na Mistrovství světa, omlouvá se a rezignuje na svůj post. Worlds 2020 se však pro Korejce nenese ve špatném duchu - i přes koronavirovou epidemii se turnaje účastní rozjetá korejská mašina DamWon gaming, která znovu získává titul a odváží jej do LCK.

## Zajímavosti
- Faker na žádném šampionovi nepoužívá skiny. Nejlépe se mu hraje s originálním vzhledem každého šampiona.
- Sang-hjok je fanoušek k-popové dívčí skupiny Red Velvet.
- Při příležitostech All-Stars se několikrát setkal se členy k-pop skupiny BTS a porazil je ve společném hraní League of Legends.
- Přezdívka "The Unkillable Demon King" pochází od Čínského hráče Yu Jia-Jun (Cool), který nazval Fakera "Hlavním Bossem celého Světového šampionátu". Slovní spojení "Hlavní Boss" se však téměř v celé jihovýchodní Asii řekne právě "Král Démonů".